# Midland Mainline
| Midland Mainline                          | Midland Mainline                            |
| ----------------------------------------- | ------------------------------------------- |
| Britische Klasse 222 von Midland Mainline |                                             |
| Firma                                     | Midland Mainline                            |
| Konzessionen und Dauer                    | Midland Main Line 1996–2007                 |
| Nachfolgeunternehmen                      | East Midlands Trains                        |
| Hauptstrecken                             | London–East Midlands, London–West Midlands  |
| Flotte                                    | 23 Britische Klasse 222 34 High Speed Train |
| Bahnhöfe                                  | 27 (7 verwaltet)                            |
| Muttergesellschaft                        | National Express Group                      |

Midland Mainline war eine britische Eisenbahngesellschaft im Besitz der National Express Group und betrieb in erster Linie den Personenverkehr auf der Midland Main Line, einer der Hauptstrecken in Nord-Süd-Richtung.

## Geschichte
Das Unternehmen entstand nach der Privatisierung von British Rail im Jahre 1996. Mit Ablauf der Konzession im November 2007, wurde die Midland Mainline Bestandteil der East Midlands Konzession. Als Gewinner der Ausschreibung ging die schottische Stagecoach hervor, welche bereits South West Trains betreibt. Das Nachfolgeunternehmen ist East Midlands Trains.

## Streckennetz
Das Unternehmen betrieb Intercity- und Regionalzüge zwischen London und Yorkshire und nutzte dabei den Bahnhof St Pancras als südlichen Endpunkt. Zuletzt hielten die Züge dort, aufgrund der umfangreichen Umbauarbeiten, um den Bahnhof als Endbahnhof der High Speed 1 zu ertüchtigen, an provisorischen Bahnsteigen.